# Otto Neurath
Otto Neurath (10. prosince 1882 ve Vídni – 22. prosince 1945 v Oxfordu), celým jménem Karl Wilhem Otto Neurath byl rakouský filozof, sociolog a ekonom, jeden z vůdců Vídeňského kroužku. Byl to marxista a socialista. Pracoval na programu sjednocené vědy. Byl to člověk oplývající humorem a vitalitou.
V Bavorské republice rad založil úřad pro centrální plánování válečné ekonomiky a stal se jeho vedoucím. Ovšem po její porážce byl za velezradu odsouzen na jeden a půl roku vězení. Ale díky zásahu rakouské vlády byl předčasně propuštěn. V roce 1924 založil ve Vídni Sociální a hospodářské muzeum (Gesellschafts und Wirtschaftsmuseum). Roku 1934 musel emigrovat z nacistického Rakouska do Nizozemí, později do Velké Británie, kde byl internován na ostrov Man. V Oxfordu založil se svou ženou první isotypový ústav.
Neurath považoval vědu za pouhý systém výroků a filozofii za metodu, která smysl těchto výroků analyzuje. Chtěl vytvořit univerzální jazyk, který by byl vhodný pro vědu i každodenní použití. Přišel také s myšlenkou Isotype – mezinárodního obrazového jazyka.

## Život

### Studium
Otto Neurath se narodil 10. prosince 1882 ve Vídni. Jeho otec byl známý ekonom Wilhelm Neurath (1840–1901). Ve Vídni také Neurath studoval matematiku, ekonomii a dějepis a doktorát získal na katedře politických věd a statistiky na univerzitě v Berlíně. V roce 1906 si vzal svou spolužačku Annu Shapirovou, spisovatelku, básnířku a sufražetku. S její pomocí napsal Lesebuch der Volkswirtschaftslehre (Učebnice ekonomie), která byla vydána v roce 1910 v Lipsku.

### Před 1. světovou válkou
Anna Shaphirová zemřela v roce 1911 při porodu jejich syna Paula a Neurath se pak oženil se svou blízkou přítelkyní Olgou Hahnovou. Ale protože Olga byla slepá, byl jeho syn Paul poslán do dětského domova mimo Vídeň a vrátil se k Neurathovi a Olze Hahnové (Neurathové), až když mu bylo 9 let. V letech 1907–1914 učil Neurath ekonomii na Vídeňské obchodní akademii (Neue Wiener Handelsakademie). V roce 1913 Neurath podnikl jako odborník za Carnegiho nadaci pro mezinárodní mír cestu do balkánských zemí, hlavně Srbska. Za první světové války využil svůj ekonomický talent a stal se plánovačem zásobování pro německou armádu.

### Meziválečná léta
Po válce se Neurath k učitelství už nevrátil a stal ředitelem Deutsches Kriegwirtschaftsmuseum (Německé muzeum válečného hospodářství, později Deutsches Wirtschaftmuseum). V té době ho jeho přítel Wolfgang Schumann, pro kterého již dříve napsal Neurath mnoho článků, přesvědčil, aby vypracoval plán pro socializaci Rakouska. Tu Neurath vypracoval a v roce 1918–1919 se stal členem Německé sociálně demokratické strany a v nově vzniklém státě Bavorské republice rad založil v Mnichově Úřad pro centrální plánování válečné ekonomiky. Ale když byla Bavorská republika rad poražena, byl odsouzen za velezradu na jeden a půl roku vězení. Tam Neurath napsal své dílo Anti-Spengler, kritický útok na dílo Oswalda Spenglera – Zánik Západu.

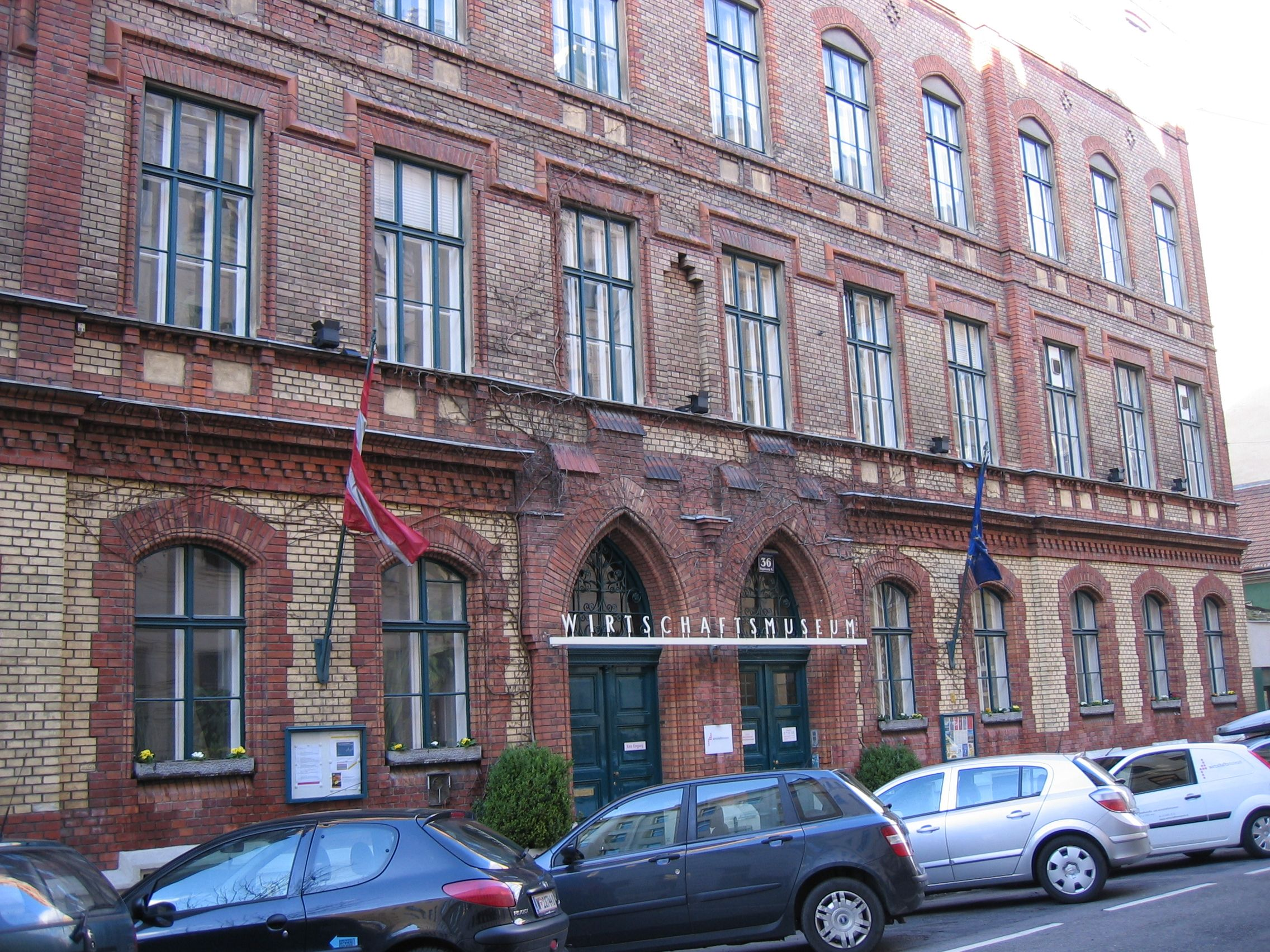
Wirtschaftsmuseum (ekonomické muzeum) ve Vídni

Ovšem za pomoci rakouské vlády bylo dokázáno, že se Neurath politicky neangažoval a byl předčasně propuštěn a poslán do Vídně (postavil se za něji i Max Weber). Tam se stal sekretářem rakouského sdružení pro bydlení a malé zahrady (Verbund für Siedlungs- und Kleingartenwesen). V roce 1923 se stal ředitelem nového Muzea pro bydlení a urbanismus (Siedlungsmuseum) a v roce 1924 založil ve Vídni Sociální a hospodářské muzeum – Gesellschafts und Wirtschaftsmuseum (stále existuje – viz obrázek), což ho přivedlo k práci na grafickém designu a vizuálním vzdělávání.
S ilustrátory Gerdem Arntzem a Marií Reidemeister, která se později stala jeho ženou, vytvořil Neurath isotype – jazyk, který měl za pomoci snadno vysvětlitelné ikony symbolickým způsobem představovat kvantitativní informace. Tento jazyk byl sestavený z různých grafů, náčrtů, diagramů a map. Měl být srozumitelný široké veřejnosti.
Neurath se také stal horlivým logickým pozitivistou a byl hlavním aktérem manifestu Vídeňského kruhu. Byl hnací silou Jednoty hnutí vědy a Mezinárodní sjednocené encyklopedie vědy. Působil také jako editor časopisu Erkenntnis a v roce 1930 začal prosazovat isotype jako mezinárodní obrazový jazyk.

### Druhá světová válka
Po anšlusu Rakouska hrozilo Neurathovi zatčení. Byl totiž socialista židovského původu. Emigroval nejprve do Nizozemí, kde založil ústav Mundaneum v Haagu. Jeho žena Olga zde zemřela. A po nacistickém bombardování Rotterdamu emigroval s Marií Reidemeister do Anglie, kde se s ní oženil. Nejprve byli internováni na ostrov Man (do tábora Onchan). Brzy byli propuštěni a v Oxfordu společně založili první isotypový ústav. Na zdejší univerzitě Neurath také zadarmo přednášel. Neurath zemřel neočekávaně v prosinci 1945 na infarkt. Po jeho smrti Marie Neurath pokračovala v práci v isotypovém ústavu, publikovala posmrtně jeho díla a dokončovala jeho knihy až do své smrti v roce 1980. V roce 1981 začal zveřejňovat některé Neurathovi spisy Rudolf Haller (Sebrané spisy filozofické a metodické – díl 1 a 2).

## Práce
Nejvíce Neurathových děl je stále k dispozici pouze v němčině. Kromě toho psal také v angličtině, používal Basic English. Jeho vědecké články jsou uloženy v Noord-Hollands Archief v Haarlemu. Sbírka Isotype je uložena v Oddělení typografie & grafické komunikace na univerzitě v Readingu v Anglii.

### Filosofie jazyka a vědy
Neurath věděl, že jazyk není dokonalým nástrojem. Jeho cílem bylo sestavit přesný univerzální jazyk vědy, který by se opíral o jazyk fyziky a matematiky a obstál by i v každodenním použití. Ovšem největším problémem jeho jazyka byl syntax. Také odmítal izomorfismus mezi jazykem a realitou. Bral to jako metafyzické spekulace. Místo toho Neurath tvrdil, že jazyk a realita se shodují a že realita spočívá v souhrnu dříve ověřených vět v jazyce. Neurath byl také názoru, že jazyk sám je fyzikální systém, protože je tvořen posloupností zvuků, nebo symbolů a je tedy schopen popsat sám sebe bez rozporu. Tyto názory pomohly vytvořit základ fyzikalismu, který má dodnes dominantní postavení, pokud jde o metafyziku nebo o filozofii mysli. Neurath také vytvořil analogii, která porovnává celostní povahu jazyka a následně jeho vědecké ověřování s rekonstrukcí lodě na otevřeném moři:
| „ | Jsme jako námořníci, kteří musí na otevřeném moři opravovat svoji loď, ale nikdy nejsou schopni začít znovu ode dna. Když chybí někde nějaký trám, musí celá loď sloužit jako podpora, než se tam dá nějaký nový. Tímto způsobem, že se používají staré trámy a naplavené dříví, může být loď formována úplně znovu, ale jedině pomalou, postupnou rekonstrukcí. | “ |

Podobný projekt také vypracoval Rudolf Carnap (také člen Vídeňského kroužku).
V jednom ze svých pozdějších a nejdůležitějších děl Physicalism Neurath zcela pozměnil náhled novopozitivismu na program sjednocených věd. Neurath zde vysvětluje a vymezuje jeho základní dva body:
- Výstavba univerzálního systému, který by byl schopen zahrnout všechny znalosti z různých věd.
- Absolutní odmítnutí metafyziky, protože všechna její tvrzení jsou nepřeložitelná do snadno ověřitelných vědeckých vět.

Neurath obecně odmítá pozitivistické zacházení s jazykem. Zvláště některé z raných Wittgensteinových základních myšlenek. Neurath také chtěl napsat encyklopedii, která by vzbudila větší zájem o vědu a zároveň ji sjednotila. Ta nakonec vyšla pod názvem International Encyklopedia of Unified Science (Mezinárodní encyklopedie sjednocené vědy). Ale nikdy nebyla plně dokončena.

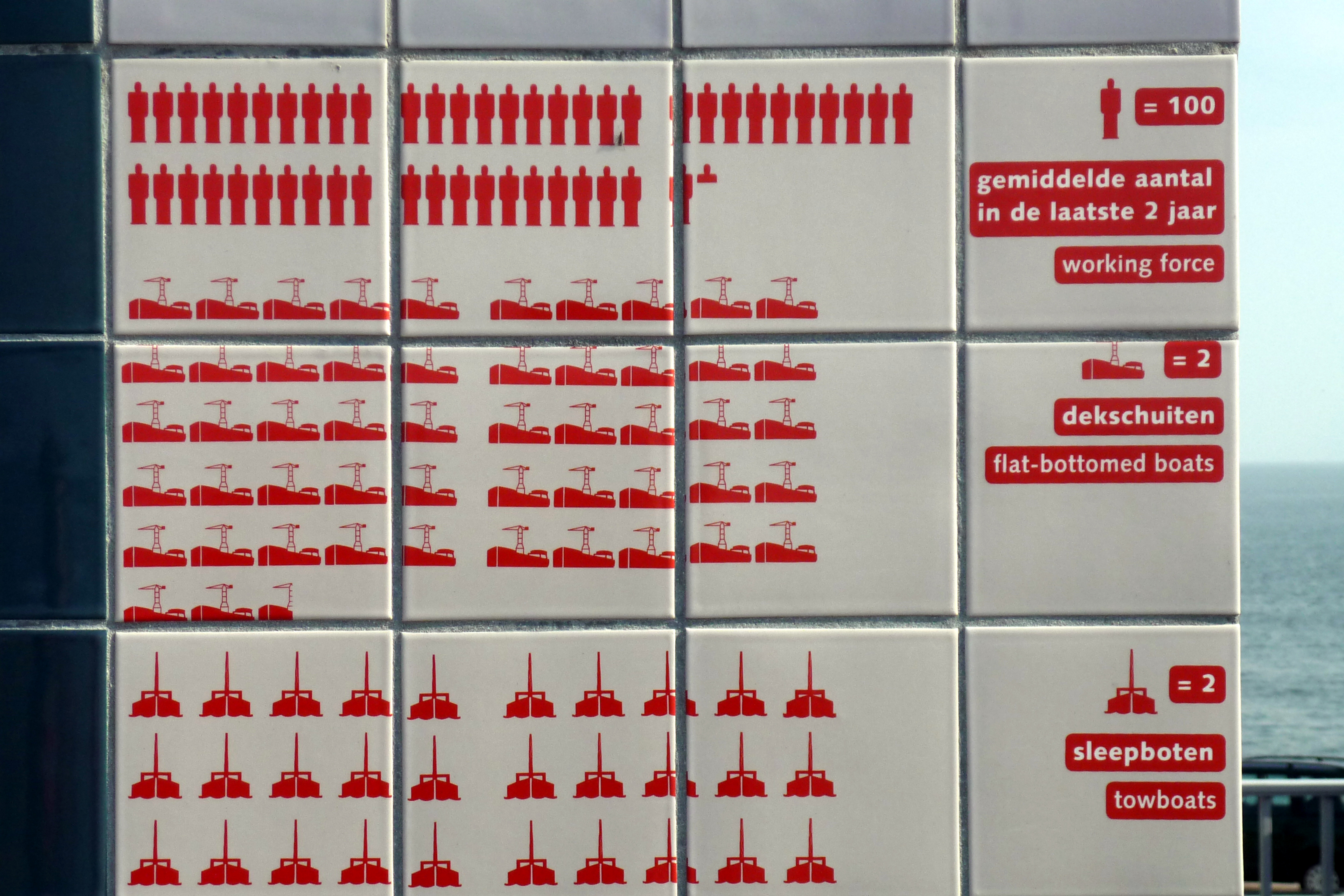
Statistické využití Isotype

### Isotype
(Anglicky : International System of Typographic Picture Education. Česky : Mezinárodní vzdělávání pomocí obrazů.) Je metoda zobrazující sociální, technologické, biologické a historické souvislosti v obrazové podobě. Neurath byl totiž toho názoru, že v některé části učebního procesu jsou obrázky lepší než slova. Vyvinul tedy soubor piktogramů a pravidla pro jejich výstavbu tak, aby byly i složité informace vyjádřeny jasně a přesně. Hlavními autory byla Marie Reidemaister (později Marie Neurath) a Gerd Arntz. Základem je 100 monumentálních statistických grafů, které byly uloženy v Neurathově Sociálním a hospodářském muzeu města Vídně (1930) (později byly přesunuty na univerzitu v Readingu). Setkáváme se s nimi každý den. Můžeme je vidět na například na dopravních značkách, na toaletách, na semaforech i na mezinárodních letištích.

## Publikace
Otto Neurath napsal několik knih a článků.

### Knihy (výběr)
- 1906. Antické názory na obchod, řemeslo a zemědělství (Zur Anschauung der Antike über Handel, Gewerbe und Landwirtschaft)
- 1913. Serbiens Erfolge im Balkankriege : eine wirtschaftliche und soziale Studie. Vídeň : Manz.
- 1914. K dějinám optiky (Prinzipielles zur Geschichte der Optik)
- 1918. Nauka o válečném hospodářství a její význam pro budoucnost (Die Kriegwirtschaftslehre und ihre Bedeutung für die Zukunft)
- 1921. Anti-Spengler. Mnichov, G.D.W. Callwey.
- 1926. Antike Wirtschaftsgeschichte. Lipsko, Berlín : B. G. Teubner.
- 1928. Lebensgestaltung und Klassenkampf. Berlín : E. Laub.
- 1933. Einheitswissenschaft und Psychologie. Vídeň.
- 1936. International Picture Language; the First Rules of Isotype. Londýn : K. Paul, Trench, Trubner & co.
- 1937. Basic by Isotype. Londýn, K. Paul, Trench, Trubner & co.
- 1939. Modern Man in the Making. Alfred A. Knopf
- 1944. Foundations of the Social Sciences. University of Chicago Press
- 1944. International Encyclopedia of Unified Science. S Rudolfem Carnapem, a Charlesem W. Morrisem. Univerzita Chicagského tisku.
- 1946. Philosophical Papers, 1913–1946. Marie Neurath a Robert Cohen, s Carolyn R. Fawcett.
- 1973. Empiricism and Sociology. Marie Neurath a Robert Cohen, S výběrem biografických a auto biografických slic Poppera a Carnapa. Obsahuje zkrácený překlad Anti-Spengler.

### Články (výběr)
- 1916 O klasifikaci systémů hypotéz. V knize Cohen a Neurath (1983)
- 1919 Přes válečnou ekonomiku k ekonomice v naturáliích. V knize Neurath (1973-pouze krátká část)
- 1928 Osobní život a třídní boj. v knize Neurath (1973)
- 1930 Způsoby vědeckého pojetí světa. v knize Cohen a Neurath (1983)
- 1943-5  Korespondence Neuratha a Carnapa.
- 1944. Způsoby života ve světovém společenství. Londýn Čtvrtletní světové dění, 29-32
- 1945. Korespondence Neuratha a Hayeka. Otto Neurath Nachlass v Haarlemu 243
- 1945. Alternativy k tržní konkurence. (Recenze F. Hayek, Cesta do otroctví). Londýn Čtvrtletní světové dění 121-2
- 1946. Od Hieroglyfů k piktogramům. Nicholson a Watson. Rotha (1946) tvrdí, že je to v části Neurathova autobiografie. (vydáno posmrtně)
- 1946. Po šesti letech. V: Synthese 5:77–82 (vydáno posmrtně)